# Emirates Cup
Emirates Cup là giải đấu giao hữu trước mùa giải do câu lạc bộ Arsenal tổ chức hàng năm trên Sân vận động Emirates và cũng là sân nhà của đội. Giải đấu được tổ chức theo thể thức tứ hùng, 4 đội bóng thi đấu trong 2 ngày.
Emirates Cup được liên tục tổ chức từ năm 2007 nhưng đã bị gián đoạn vào năm 2012 do vướng Thế vận hội Mùa hè 2012. Thể thức của giải khá đặc biệt mỗi bàn thắng được tính 1 điểm (chỉ bỏ thể thức này ở giải năm 2011). Trong 5 lần tổ chức trước đó, Arsenal đã có 3 lần giành cúp vào các năm 2007, 2009 và 2010. Năm 2008 và 2011, lần lượt Hamburg và New York Red Bulls là các đội giành cúp.

## Các giải đấu
| Năm  | Vô địch            | Hạng 2              | Hạng 3          | Hạng 4              |       |
| ---- | ------------------ | ------------------- | --------------- | ------------------- | ----- |
| 2007 | Arsenal            | Paris Saint-Germain | Valencia        | Internazionale      |       |
| 2008 | Hamburg            | Real Madrid         | Arsenal         | Juventus            |       |
| 2009 | Arsenal            | Rangers             | Atlético Madrid | Paris Saint-Germain |       |
| 2010 | Arsenal            | Lyon                | Celtic          | Milan               |       |
| 2011 | New York Red Bulls | Paris Saint-Germain | Arsenal         | Boca Juniors        |       |
| 2015 | Arsenal            | Villarreal          | Wolfsburg       | Lyon                |       |
| 2017 | Arsenal (5)        | Sevilla             | RB Leipzig      | Benfica             | [ 2 ] |
| 2019 | Lyon               | Arsenal             | —               | —                   | [ 3 ] |
| 2022 | Arsenal (6)        | Sevilla             | —               | —                   | [ 4 ] |
| 2023 | Arsenal (7)        | Monaco              | —               | —                   | [ 5 ] |

| Năm  | Vô địch       | Tỉ số | Á quân  | Nguồn |
| ---- | ------------- | ----- | ------- | ----- |
| 2019 | Bayern Munich | 1–0   | Arsenal | [ 3 ] |

## Các mùa giải

### 2007
Ngày đầu tiên
| Internazionale | 0 – 2  | Valencia                |
| -------------- | ------ | ----------------------- |
|                | Report | Gavilán 13' · Villa 39' |

| Arsenal                    | 2 – 1  | Paris Saint-Germain |
| -------------------------- | ------ | ------------------- |
| Flamini 45' · Bendtner 70' | Report | Luyindula 80'       |

Ngày thứ 2
| Paris Saint-Germain                   | 3 – 0  | Valencia |
| ------------------------------------- | ------ | -------- |
| Diane 15' · N'Gog 30' · Luyindula 85' | Report |          |

| Arsenal                   | 2 – 1  | Internazionale |
| ------------------------- | ------ | -------------- |
| Hleb 67' · van Persie 85' | Report | Suazo 62'      |

Bảng xếp hạng
| Hạng | Đội                 | Số điểm | W | D | L | GF | GA | GD |
| ---- | ------------------- | ------- | - | - | - | -- | -- | -- |
| 1    | Arsenal             | 10      | 2 | 0 | 0 | 4  | 2  | 2  |
| 2    | Paris Saint-Germain | 7       | 1 | 0 | 1 | 4  | 2  | 2  |
| 3    | Valencia            | 5       | 1 | 0 | 1 | 2  | 3  | -1 |
| 4    | Internazionale      | 1       | 0 | 0 | 2 | 1  | 4  | -3 |

Vua phá lưới
| Hạng | Tên cầu thủ      | Đội                 | Số bàn thắng |
| ---- | ---------------- | ------------------- | ------------ |
| 1    | Peguy Luyindula  | Paris Saint-Germain | 2            |
| 2    | Nicklas Bendtner | Arsenal             | 1            |
| 2    | Amara Diane      | Paris Saint-Germain | 1            |
| 2    | Mathieu Flamini  | Arsenal             | 1            |
| 2    | Jaime Gavilán    | Valencia            | 1            |
| 2    | Alexander Hleb   | Arsenal             | 1            |
| 2    | David N'Gog      | Paris Saint-Germain | 1            |
| 2    | David Suazo      | Internazionale      | 1            |
| 2    | Robin van Persie | Arsenal             | 1            |
| 2    | David Villa      | Valencia            | 1            |

### 2008
Ngày đầu tiên
| Real Madrid                     | 2 – 1  | Hamburg   |
| ------------------------------- | ------ | --------- |
| van Nistelrooy 25' · Parejo 85' | Report | Zidan 53' |

| Arsenal | 0 – 1  | Juventus      |
| ------- | ------ | ------------- |
|         | Report | Trezeguet 37' |

Ngày thứ 2
| Juventus | 0 – 3 | Hamburg                          |
| -------- | ----- | -------------------------------- |
|          |       | Guerrero 19' · Olić 90+1', 90+2' |

| Arsenal              | 1 – 0  | Real Madrid |
| -------------------- | ------ | ----------- |
| Adebayor 49' (ph.đ.) | Report |             |

Bảng xếp hạng
| Hạng | Đội         | Số điểm | W | D | L | GF | GA | GD |
| ---- | ----------- | ------- | - | - | - | -- | -- | -- |
| 1    | Hamburg     | 7       | 1 | 0 | 1 | 4  | 2  | 2  |
| 2    | Real Madrid | 5       | 1 | 0 | 1 | 2  | 2  | 0  |
| 3    | Arsenal     | 4       | 1 | 0 | 1 | 1  | 1  | 0  |
| 4    | Juventus    | 4       | 1 | 0 | 1 | 1  | 3  | -2 |

Vua phá lưới
| Hạng | Tên cầu thủ         | Đội         | Số bàn thắng |
| ---- | ------------------- | ----------- | ------------ |
| 1    | Ivica Olić          | Hamburg     | 2            |
| 2    | Daniel Parejo       | Real Madrid | 1            |
| 2    | David Trezeguet     | Juventus    | 1            |
| 2    | Ruud van Nistelrooy | Real Madrid | 1            |
| 2    | Mohamed Zidan       | Hamburg     | 1            |
| 2    | Paolo Guerrero      | Hamburg     | 1            |
| 2    | Emmanuel Adebayor   | Arsenal     | 1            |

### 2009
Ngày đầu tiên
| Rangers       | 1 – 0  | Paris Saint-Germain |
| ------------- | ------ | ------------------- |
| Bougherra 76' | Report |                     |

| Arsenal          | 2 – 1  | Atlético Madrid |
| ---------------- | ------ | --------------- |
| Arshavin 86' 90' | Report | Pacheco 88'     |

Ngày thứ 2
| Paris Saint-Germain | 1 – 1  | Atlético Madrid    |
| ------------------- | ------ | ------------------ |
| Giuly 71'           | Report | Agüero 41' (ph.đ.) |

| Arsenal                       | 3 – 0  | Rangers |
| ----------------------------- | ------ | ------- |
| Wilshere 2' 72' · Eduardo 11' | Report |         |

Bảng xếp hạng
| Hạng | Đội                 | Số điểm | GF | GA | GD | SOT |
| ---- | ------------------- | ------- | -- | -- | -- | --- |
| 1    | Arsenal             | 11      | 5  | 1  | 4  | 13  |
| 2    | Rangers             | 4       | 1  | 3  | -2 | 7   |
| 3    | Atlético Madrid     | 3       | 2  | 3  | -1 | 11  |
| 4    | Paris Saint-Germain | 2       | 1  | 2  | -1 | 4   |

Vua phá lưới
| Hạng | Tên cầu thủ      | Đội                 | Số bàn thắng |
| ---- | ---------------- | ------------------- | ------------ |
| 1    | Andrei Arshavin  | Arsenal             | 2            |
| 1    | Jack Wilshere    | Arsenal             | 2            |
| 2    | Madjid Bougherra | Rangers             | 1            |
| 2    | Germán Pacheco   | Atlético Madrid     | 1            |
| 2    | Sergio Agüero    | Atlético Madrid     | 1            |
| 2    | Ludovic Giuly    | Paris Saint-Germain | 1            |
| 2    | Eduardo          | Arsenal             | 1            |

Arsenal's Jack Wilshere was chosen as the Man of the Match in both of Arsenal's matches, whilst Andrei Arshavin picked up the Emirates Player of the Tournament award.

### 2010
Ngày đầu tiên
| Celtic                   | 2 – 2  | Lyon                     |
| ------------------------ | ------ | ------------------------ |
| Hooper 82' · Samaras 89' | Report | Bastos 28' · Novillo 54' |

| Arsenal     | 1 – 1  | Milan    |
| ----------- | ------ | -------- |
| Chamakh 36' | Report | Pato 77' |

Ngày thứ 2
| Milan         | 1 – 1  | Lyon       |
| ------------- | ------ | ---------- |
| Borriello 56' | Report | Briand 79' |

| Arsenal                         | 3 – 2  | Celtic              |
| ------------------------------- | ------ | ------------------- |
| Vela 3' · Sagna 45' · Nasri 51' | Report | Murphy 72' · Ki 82' |

Bảng xếp hạng
| Hạng | Đội     | Số điểm | GF | GA | GD |
| ---- | ------- | ------- | -- | -- | -- |
| 1    | Arsenal | 8       | 4  | 3  | 1  |
| 3    | Lyon    | 5       | 3  | 3  | 0  |
| 2    | Celtic  | 5       | 4  | 5  | -1 |
| 4    | Milan   | 4       | 2  | 2  | 0  |

Vua phá lưới
| Hạng | Tên cầu thủ      | Đội     | Số bàn thắng |
| ---- | ---------------- | ------- | ------------ |
| 1    | Michel Bastos    | Lyon    | 1            |
| 1    | Harry Novillo    | Lyon    | 1            |
| 1    | Gary Hooper      | Celtic  | 1            |
| 1    | Georgios Samaras | Celtic  | 1            |
| 1    | Marouane Chamakh | Arsenal | 1            |
| 1    | Alexandre Pato   | Milan   | 1            |
| 1    | Marco Borriello  | Milan   | 1            |
| 1    | Jimmy Briand     | Lyon    | 1            |
| 1    | Carlos Vela      | Arsenal | 1            |
| 1    | Bacary Sagna     | Arsenal | 1            |
| 1    | Samir Nasri      | Arsenal | 1            |
| 1    | Daryl Murphy     | Celtic  | 1            |
| 1    | Ki Sung-Yong     | Celtic  | 1            |

### 2011
Ngày đầu tiên
| New York Red Bulls | 1–0    | Paris Saint-Germain |
| ------------------ | ------ | ------------------- |
| Lindpere 27'       | Report |                     |

| Arsenal                     | 2–2    | Boca Juniors            |
| --------------------------- | ------ | ----------------------- |
| van Persie 29' · Ramsey 46' | Report | Viatri 68' · Mouche 71' |

Ngày thứ 2
| Paris Saint-Germain                 | 3–0    | Boca Juniors |
| ----------------------------------- | ------ | ------------ |
| Maurice 8' · Hoarau 38' · Ceará 79' | Report |              |

| Arsenal        | 1–1    | New York Red Bulls |
| -------------- | ------ | ------------------ |
| van Persie 42' | Report | Bartley 84' (l.n.) |

Bảng xếp hạng
| Hạng | Đội                 | Số điểm | W | D | L | GF | GA | GD |
| ---- | ------------------- | ------- | - | - | - | -- | -- | -- |
| 1    | New York Red Bulls  | 4       | 1 | 1 | 0 | 2  | 1  | +1 |
| 2    | Paris Saint-Germain | 3       | 1 | 0 | 1 | 3  | 1  | +2 |
| 3    | Arsenal             | 2       | 0 | 2 | 0 | 3  | 3  | 0  |
| 4    | Boca Juniors        | 1       | 0 | 1 | 1 | 2  | 5  | -3 |

Vua phá lưới
| Hạng          | Tên cầu thủ        | Đội                 | Số bàn thắng |
| ------------- | ------------------ | ------------------- | ------------ |
| 1             | Robin van Persie   | Arsenal             | 2            |
| 2             | Joel Lindpere      | New York Red Bulls  | 1            |
| 2             | Aaron Ramsey       | Arsenal             | 1            |
| 2             | Lucas Viatri       | Boca Juniors        | 1            |
| 2             | Pablo Mouche       | Boca Juniors        | 1            |
| 2             | Jean-Eudes Maurice | Paris Saint-Germain | 1            |
| 2             | Guillaume Hoarau   | Paris Saint-Germain | 1            |
| 2             | Ceará              | Paris Saint-Germain | 1            |
| Phản lưới nhà | Kyle Bartley       | Arsenal             | 1            |

### 2012
Không diễn ra.

### 2013
Mùa giải dự kiến sẽ diễn ra vào ngày 3 và ngày 4 của tháng 8 năm 2013 với 4 đội gồm Arsenal, Napoli, F.C. Porto và Galatasaray.. Giải đấu cũng sẽ áp dụng 1 điểm cho 1 bàn thắng và số điểm cho các trận thắng, hòa và thua.
Day 1
| Galatasaray | v | Porto |
| ----------- | - | ----- |
|             |   |       |

| Arsenal | v | Napoli |
| ------- | - | ------ |
|         |   |        |

Day 2
| Napoli | v | Porto |
| ------ | - | ----- |
|        |   |       |

| Arsenal | v | Galatasaray |
| ------- | - | ----------- |
|         |   |             |

Bảng xếp hạng
| Hạng | Đội         | Số điểm | W | D | L | GF | GA | GD |
| ---- | ----------- | ------- | - | - | - | -- | -- | -- |
| 1    | Arsenal     | 0       | 0 | 0 | 0 | 0  | 0  | 0  |
| 2    | Galatasaray | 0       | 0 | 0 | 0 | 0  | 0  | 0  |
| 3    | Napoli      | 0       | 0 | 0 | 0 | 0  | 0  | 0  |
| 4    | Porto       | 0       | 0 | 0 | 0 | 0  | 0  | 0  |

## Các đội đã tham gia Emirates Cup
| Anh         | Arsenal             | 2007, 2008, 2009, 2010, 2011, 2013 |
| Pháp        | Paris Saint-Germain | 2007, 2009, 2011                   |
| Thổ Nhĩ Kỳ  | Galatasaray         | 2013                               |
| Bồ Đào Nha  | Porto               | 2013                               |
| Ý           | Napoli              | 2013                               |
| Argentina   | Boca Juniors        | 2011                               |
| Hoa Kỳ      | New York Red Bulls  | 2011                               |
| Scotland    | Celtic              | 2010                               |
| Pháp        | Lyon                | 2010                               |
| Ý           | Milan               | 2010                               |
| Tây Ban Nha | Atlético Madrid     | 2009                               |
| Scotland    | Rangers             | 2009                               |
| Ý           | Juventus            | 2008                               |
| Đức         | Hamburg             | 2008                               |
| Tây Ban Nha | Real Madrid         | 2008                               |
| Ý           | Internazionale      | 2007                               |
| Tây Ban Nha | Valencia            | 2007                               |

Chú ý: những năm được tô đậm tức là năm đó giành chiến thắng.